# Groot-Ammers
Groot-Ammers est un village qui fait partie de la commune de Molenlanden dans la province néerlandaise de Hollande-Méridionale.
Groot-Ammers a été une commune indépendante jusqu'au 1er janvier 1986. Elle a fusionné avec Langerak, Nieuwpoort et Streefkerk pour former la nouvelle commune de Liesveld.